# DDR-Eishockey-Oberliga
DDR-Eishockey-Oberliga var den östtyska ishockeyns toppdivision. Mästerskapet spelades från 1949 och fram till 1990. Från säsongen 1970/1971 bestod högstadivisionen enbart av två lag, SG Dynamo Weißwasser och SC Dynamo Berlin, övriga lag som tidigare spelat i högstadivisionen skickades ner till DDR-Bestenermittlung.

## Mästare
- 1949 - SG Frankenhausen
- 1950 - SG Frankenhausen
- 1951 - BSG Ostglas Weißwasser
- 1952 - BSG Chemie Weißwasser
- 1953 - BSG Chemie Weißwasser
- 1954 - SG Dynamo Weißwasser
- 1955 - SG Dynamo Weißwasser
- 1956 - SG Dynamo Weißwasser
- 1957 - SG Dynamo Weißwasser
- 1958 - SG Dynamo Weißwasser
- 1959 - SG Dynamo Weißwasser
- 1960 - SG Dynamo Weißwasser
- 1961 - SG Dynamo Weißwasser
- 1962 - SG Dynamo Weißwasser
- 1963 - SG Dynamo Weißwasser
- 1964 - SG Dynamo Weißwasser
- 1965 - SG Dynamo Weißwasser
- 1966 - SC Dynamo Berlin
- 1967 - SC Dynamo Berlin
- 1968 - SC Dynamo Berlin
- 1969 - SG Dynamo Weißwasser
- 1970 - SG Dynamo Weißwasser
- 1971 - SG Dynamo Weißwasser
- 1972 - SG Dynamo Weißwasser
- 1973 - SG Dynamo Weißwasser
- 1974 - SG Dynamo Weißwasser
- 1975 - SG Dynamo Weißwasser
- 1976 - SC Dynamo Berlin
- 1977 - SC Dynamo Berlin
- 1978 - SC Dynamo Berlin
- 1979 - SC Dynamo Berlin
- 1980 - SC Dynamo Berlin
- 1981 - SG Dynamo Weißwasser
- 1982 - SC Dynamo Berlin
- 1983 - SC Dynamo Berlin
- 1984 - SC Dynamo Berlin
- 1985 - SC Dynamo Berlin
- 1986 - SC Dynamo Berlin
- 1987 - SC Dynamo Berlin
- 1988 - SC Dynamo Berlin
- 1989 - SG Dynamo Weißwasser
- 1990 - SG Dynamo Weißwasser

### Fotnoter
1. ↑  Müller, Stephan (2000). Deutsche Eishockey Meisterschaften. Print on Demand. ISBN 3-8311-0997-4
2. ↑  ”DDR-Meisterschaft - bis 1970 kein Einerlei”. Arkiverad från originalet den 18 maj 2013. https://web.archive.org/web/20130518225620/http://www.lotok.de/ost-eishockey/oberliga.htm. Läst 19 juni 2013.